# Окутюрье, Мишель
Мише́ль Окутюрье́ (фр. Michel Aucouturier, 19 сентября 1933, Прага — 20 декабря 2017, Париж) — французский историк и переводчик русской литературы.

## Биография
Сын журналиста, слависта Гюстава Окутюрье (1902—1985), переводчика чешской и русской литературы (Лев Толстой, Достоевский, Эренбург, Пильняк и др.), мать — чешка. Вместе с семьёй жил в Белграде, Каире, Москве, где отец в 1945—1946 служил корреспондентом агентства Франс Пресс. Учился в парижском лицее Людовика Великого, Эколь Нормаль, Сорбонне. В 1954—1956 годах по стипендии стажировался в СССР, где познакомился с Б. Пастернаком, А. Синявским и др. Преподавал в лицее в Тулузе, был профессором Женевского университета (1960—1970), в 1970—2002 годах — профессор русской литературы в Университете Париж IV Сорбонна. С 1998 года — президент Славянского института в Париже. Член редакционной коллегии журнала «Континент».
Сестра — Маргерит, переводчик-славист (среди прочего, она перевела Морфологию сказки В. Проппа), психоаналитик, жена Жака Деррида (поженились в 1957).

## Труды
Автор многочисленных работ по истории русской литературы XIX—XX веков, прежде всего — о Толстом и Пастернаке, организатор многих конференций, редактор-составитель сборников их материалов и т. п. Под его руководством защищён ряд значительных диссертаций по русской литературе двух последних столетий. Переводчик поэзии и прозы русских авторов — Н. Гоголя, Л. Толстого, Б. Пастернака, О. Мандельштама, А. Ахматовой, А.Солженицына, Викт. Некрасова, А. Синявского, И. Бродского. Был знаком с представителями нескольких поколений российской эмиграции — от Б. Зайцева и Г. Адамовича до Вадима Козового и И. Бродского. С конца 1980-х годов широко печатался в России, выступал по радио и телевидению, не раз бывал в стране.

## Награды
- Медаль Пушкина (4 декабря 2007 года, Россия) — за большой вклад в распространение, изучение русского языка и сохранение культурного наследия, сближение и взаимообогащение культур наций и народностей[3].

## Книги
- Pasternak par lui-même. Paris: Seuil, 1963
- Album Dostoievski: iconographie. Paris: Gallimard, 1975 (в соавторстве)
- Ecrivains sovietiques. Paris: Larousse, 1978
- Le formalisme russe. Paris: PUF, 1994 (пер. на яп.яз.)
- Tolstoï, Paris: Seuil, 1996
- Le réalisme socialiste. Paris: PUF, 1998
- Léon Tolstoï, «la grande âme de la Russie», collection «Découvertes Gallimard» (nº 564), Paris: Gallimard, 2010